# 克桑德里德斯 (阿纳克)
克桑德里德斯 (阿纳克)（英語：Anaxandrides）古希腊写手之一，作为喜剧诗人活跃于公元前380年至公元前349年。共创作作品约65部。从公元前376年起他10次获头奖，其中三次在雅典酒神节上。现存41部剧名及众多残篇。

## 扩展阅读
- Heinz-Günther Nesselrath. . Harvard Studies in Classical Philology. 1993.